# Bruno Brehm
Bruno Brehm (Laibach, 1892. július 23. – Altaussee, 1974. június 5.) osztrák író.

## Életútja
Az osztrák katonatiszti családból származott. Gyermekkorában megismerte a régi Osztrák–Magyar Monarchia valamennyi országát és népét. Maga is katonatiszti pályára lépett, s az első világháború kitörésekor mint tüzérhadnagy került az orosz frontra. Sebesülten orosz hadifogságba esett, azonban hadifogolycserével szabadult. Itthon újból frontszolgálatra jelentkezett és először Macedóniába és utána pedig az olasz frontra került. Asiagoban másodszor is megsebesült. A háború után, mint leszerelt katonatiszt, egyetemi tanulmányokat folytatott, egy ideig a könyvkiadói pályán működött és végül irodalmi pályára lépett. Világháborús élményei és szenvedései, a háború utáni Ausztria reménytelen helyzete tették őt költővé. Irodalmi működésének elismeréséül 1939. május hó 1-jén elnyerte a Német Birodalom irodalmi nagydíját. 
Műveinek nagy részét a magyar olvasóközönség is ismeri, hiszen magyar fordításokban is megjelentek. Az Így kezdődött, A kétfejű sas lehull és az Ez lett a vége című történelmi trilógia szerzője 1938-ban egy másik munkát is írt A magyar nemzet tragédiájának regényes korszaka címen. Elhunyt 82 éves korában, hagyatéka magánkézben van.

## Művei (válogatás)
- Der Sturm auf den Verlag, 1925
- Der lachende Gott, regény, 1928
- Susanne und Marie, regény, 1929 (átdolgozva: Auf Wiedersehn, Susanne! 1939)
- Ein Graf spielt Theater, regény, 1930 (új kiadás: Ein Schloss in Böhmen, 1942)
- Wir alle wollen zur Opernredoute. Ein humoristischer Roman, 1930
- Das gelbe Ahornblatt. Ein Leben in Geschichten, 1931
- Apis und Este. Ein Franz Ferdinand-Roman, 1931
- Das war das Ende. Von Brest-Litowsk bis Versailles, 1932
- Denksäulen aus Österreich. Eine Studie, 1932
- Weder Kaiser noch König. Der Untergang der Habsburgischen Monarchie, regény, 1933
- Britta, regény, 1934
- Die schrecklichen Pferde. Der Welserzug nach Eldorado, regény, 1934
- Zu früh und zu spät. Das große Vorspiel der Befreiungskriege, 1936
- Die weiße Adlerfeder. Geschichten aus meinem Leben, 1937
- Wien. Die Grenzstadt im deutschen Osten, 1937
- Glückliches Österreich, 1938, első kiadás, Verlag Diederichs in Jena, 32 ábrával
- Tag der Erfüllung, 1939
- Der dümmste Sibiriak, elbeszélések, 1939
- Die sanfte Gewalt, regény, 1940
- Der liebe Leser, 1940
- Im Großdeutschen Reiche, 1940
- Über die Tapferkeit. Brevier für junge Deutsche, 1940
- Der König von Rücken. Geschichten und Geschautes, 1942
- Der Reichsstil, 1942
- Die Grenze mitten durch das Herz, 1944
- Schatten der Macht. Von den Pharaonen bis zum letzten Zaren, 1949
- Der Lügner, regény, 1949
- Am Rande des Abgrunds. Von Lenin bis Truman, 1950
- Ein Leben in Geschichten, 1951
- Heimat in Böhmen, visszaemlékezések, 1951
- Aus der Reitschul’, regény, 1951
- Die vier Temperamente, elbeszélések, 1952
- Der kleine Mozart ist krank, 1953
- Das Ebenbild. Menschen, Tiere, Träume und Maschinen, 1954
- Historia Sancti Christophori. Gestalt, Legende, Kunst, 1956
- Dann müssen Frauen streiken, 1957
- Der Traum vom gerechten Regiment, 1960
- Das zwölfjährige Reich (trilógia)
  - 1. kötet: Der Trommler, 1960
  - 2. kötet: Der böhmische Gefreite, 1960
  - 3. kötet: Wehe den Besiegten allen, 1961
- Warum wir sie lieben. Kleine Stücke von Müttern, Blumen, Farben, Tieren, Kindern und Sonne, 1963
- Am Ende stand Königgrätz. Historischer Roman um Preußen und Österreich, 1964
- Der Weg zum Roten Oktober, 1967

## Fordítás
- Ez a szócikk részben vagy egészben  a   Bruno Brehm című német Wikipédia-szócikk fordításán alapul.  Az eredeti cikk szerkesztőit annak laptörténete sorolja fel. Ez a jelzés csupán a megfogalmazás eredetét és a szerzői jogokat jelzi, nem szolgál a cikkben szereplő információk forrásmegjelöléseként.